# Новая Гора
Новая Гора — деревня в Балтасинском районе Республики Татарстан. Входит в состав Бурнакского сельского поселения.

## История
Деревня была основана в 20-е годы XX века. Большинство населения составляли удмурты.
Административная принадлежность деревни в разные годы:
| Период    | Административная единица                         |
| --------- | ------------------------------------------------ |
| до 1930   | Арборская волость Арского кантона Татарской АССР |
| 1930-1938 | Тюнтерский район Татарской АССР                  |
| 1938-1958 | Ципьинский район Татарской АССР                  |
| 1958-1963 | Балтасинский район Татарской АССР                |
| 1963-1965 | Арский район Татарской АССР                      |
| 1965-1991 | Балтасинский район Татарской АССР                |
| 1991-н.в. | Балтасинский район Республики Татарстан          |

## Географическое положение
Деревня расположена на севере Татарстана, в центральной части Балтасинского района, в западной части сельского поселения. Расстояние до районного центра (посёлка городского типа Балтаси) — 13 км. Абсолютная высота — 170 метров над уровнем моря. Ближайшие населённые пункты — Старый Кушкет, Средний Кушкет, Карек-Серма, Пор-Кутеш.

## Население
По данным всероссийской переписи 2010 года постоянное население в деревне отсутствовало.
| 1938 | 1949 | 1958 | 1970 | 1979 | 1989 | 2002 | 2010 |
| ---- | ---- | ---- | ---- | ---- | ---- | ---- | ---- |
| 77   | 108  | 55   | 49   | 37   | 15   | 0    | 0    |